# Bârzulești
Bârzulești – wieś w Rumunii, w okręgu Bacău, w gminie Sănduleni. W 2011 roku liczyła 166 mieszkańców.